# Bondo (distrito)

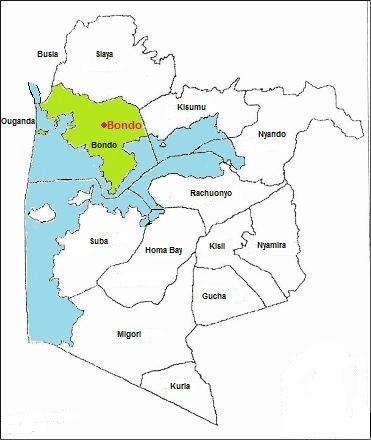
Localização do distrito dentro de sua província

Bondo foi um distrito (vilaiete) do Quênia da extinta província de Nianza com sede em Bondo. Seu território hoje faz parte do condado de Siaia.